# طعم شیرین خیال
طعم شیرین خیال فیلمی به کارگردانی کمال تبریزی، نویسندگی علی میرمیرانی و نغمه ثمینی و تهیه‌کنندگی محمدعلی حسین‌نژاد محصول سال ۱۳۹۳ ایران است.

## داستان فیلم
دختری به نام شیرین به معرفی داستان خواستگارش که استادش نیز هست می‌پردازد ...

## سی و سومین دوره جشنواره فیلم فجر
| قسمت                     | نامزد       | نتیجه    | جایزه        |
| ------------------------ | ----------- | -------- | ------------ |
| بهترین جلوه‌های ویژه بصری | فرهاد یوسفی | نامزدشده | سیمرغ بلورین |

## سانسور
کمال تبریزی از حذف دو جمله از فیلمش انتقاد کرد و گفت: دو جمله را از فیلم من حذف کردند؛ یکی اینکه دانشجو از استاد در خصوص انرژی اتمی می‌پرسد و این جمله به انرژی شیمیایی تبدیل شده و جملهٔ دیگر این بود که پدر شیرین در مورد شخصی می‌پرسد که آیا زندانی سیاسی بوده و پاسخ این است که نه، ما زندانی سیاسی نداریم، این فرد برای چک کشیدن زندانی شده؛ که این دو جمله را حذف کردند.